# Hibbertia miniata
Hibbertia miniata är en tvåhjärtbladig växtart som beskrevs av Charles Austin Gardner. Hibbertia miniata ingår i släktet Hibbertia och familjen Dilleniaceae. Inga underarter finns listade i Catalogue of Life.